# Friedrich Adolf Ludwig von Bismarck

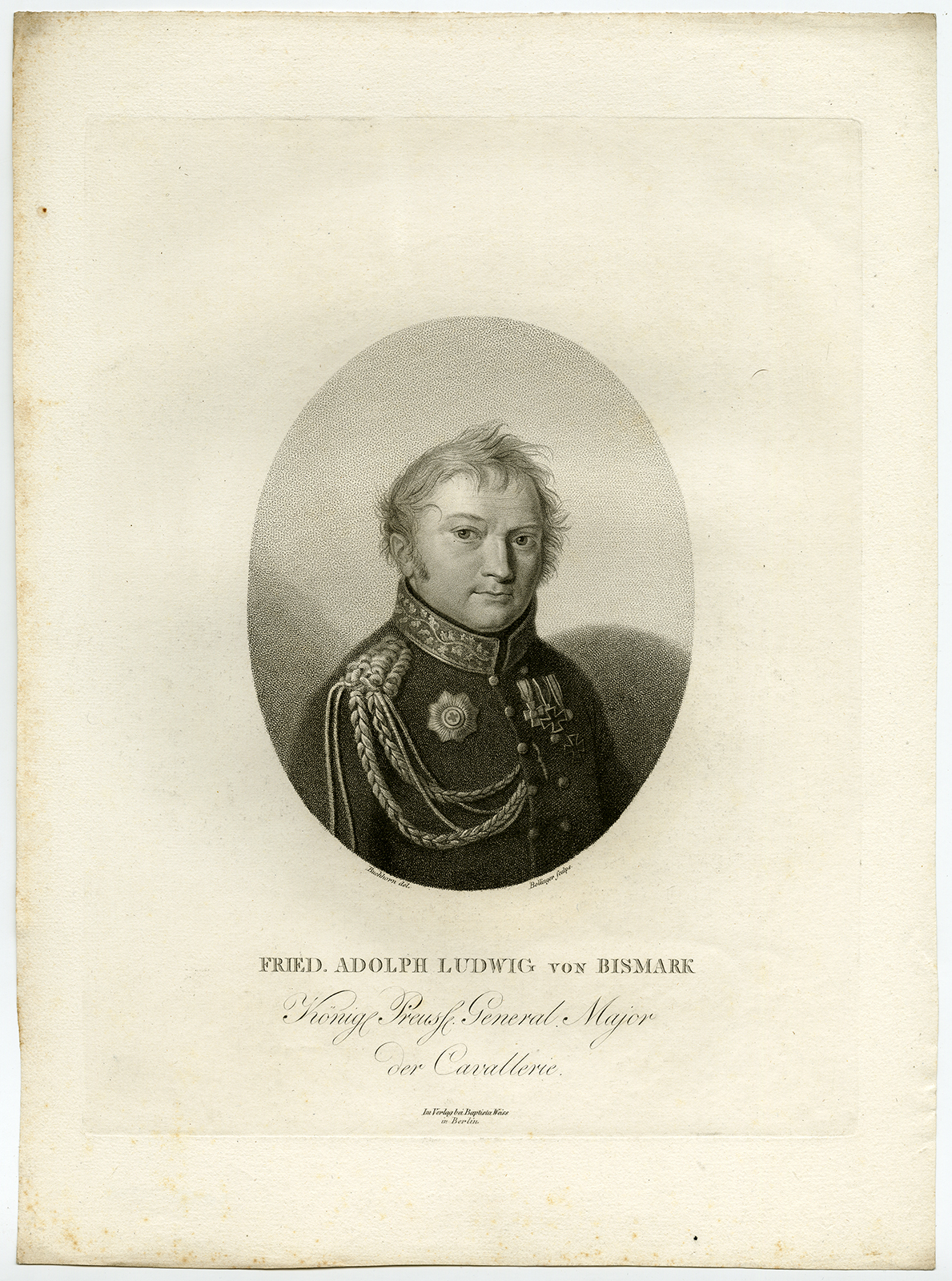
Friedrich Adolf Ludwig von Bismarck (1766–1830)

Friedrich Adolf Ludwig von Bismarck (* 1. August 1766 auf Uenglingen; † 12. April 1830 in Berlin) war ein preußischer Generalleutnant und Kommandierender General im Herzogtum Sachsen sowie Erbherr auf Schönhausen.

## Leben

### Herkunft
Seine Eltern waren der preußische Rittmeister Karl Alexander von Bismarck (* 26. August 1727; † 19. September 1797) und dessen Ehefrau Christiane Charlotte Gottliebe, geborene von Schönfeld (* 25. Dezember 1741; † 22. Oktober 1772). Sein Vater war Erbherr auf Fischbeck, Uenglingen, Schonebeck, Bünfelde und Schönhausen.

### Militärlaufbahn
Bismarck ging 1779 in preußische Dienste und kam als Standartenjunker in das Kürassierregiment „von der Marwitz“. Dort wurde er am 30. Mai 1786 Kornett. Er kämpfte 1787 im Feldzug in Holland bei der Kanonade von Dymerbrück und dem Gefecht bei Amstelveen. Am 12. Januar 1790 avancierte Bismarck zum Sekondeleutnant. Im Ersten Koalitionskrieg kämpfte er 1792/95 in den Schlachten bei Pirmasens und Kaiserslautern, der Kanonade von Valmy sowie der Belagerung von Mainz. In dieser Zeit bewährte sich Bismarck als Patrouillenführer.
Nach dem Krieg kam er auf Grund seiner Leistungen am 18. Juli 1798 als Stabsrittmeister in das Regiment der Gardes du Corps. Am 3. Oktober 1798 wurde er dort Rittmeister und Kompaniechef. Am 28. April 1804 wurde er dann zum Major befördert. Im Vierten Koalitionskrieg kämpfte er in der Schlacht bei Auerstedt. Noch vor der Kapitulation bei Prenzlau konnte Bismarck nach Ostpreußen entkommen, um dort am Gefecht von Königsberg teilzunehmen.
Nach dem Frieden von Tilsit wurde Bismarck mit einem Gehalt von 2600 Talern am 29. April 1809 zum Kommandeur des Brandenburgischen Kürassier-Regiments ernannt. In dieser Stellung stieg er am 10. Februar 1810 zum Oberstleutnant und wurde am 2. November 1810 mit dem Roten Adlerorden III. Klasse ausgezeichnet. Aufgrund seines schlechten Gesundheitszustandes erhielt Bismarck am 4. Dezember 1811 seinen Abschied als Oberst mit einer Pension von 800 Talern, zudem durfte er weiter seine Regimentsuniform tragen.
Im Vorfeld der Befreiungskriege kehrte Bismarck am 5. Mai 1813 in die Armee zurück und wurde Brigadier bei der Kurmärkischen Landwehr. Mit Patent vom 11. Dezember 1813 wurde er am 8. Dezember 1813 zum Generalmajor befördert und als Brigadechef zum IV. Armee-Korps versetzt. Das volle Gehalt erhielt er aber noch nicht. Bismarck konnte sich in der Schlacht bei Hagelberg auszeichnen und erhielt das Eiserne Kreuz II. Klasse. Dann kämpfte er bei der Belagerung und dem Sturm auf Wittenberg, wofür er das Eiserne Kreuz I. Klasse erhielt. Am 27. August 1814 wurde er Divisionär der 1. Kurmärkischen Landwehr-Division, aber schon am 19. Oktober 1814 als Kommandant nach Leipzig versetzt. In dieser Eigenschaft erhielt Bismarck ein Gehalt von 1200 Talern sowie eine Zulage von 1000 Talern. Von russischer Seite wurde er am 4. November 1814 mit dem Orden der Heiligen Anna I. Klasse ausgezeichnet. Ab dem 8. November bezog Bismarck sein volles Gehalt von 3000 Talern. Am 31. März 1815 sollte er die Stelle als Kommandant von Stettin übernehmen. Aufgrund eines Unfalls bei Leipzig trat er dieses Kommando jedoch nicht an und wurde am 23. Juli 1815 Kommandierender General im Herzogtum Sachsen als Vertreter des Generals von Gaudi. Am 5. Oktober 1815 übergab er die Geschäfte an den General Kleist von Nollendorf. Anschließend wurde er am 23. November 1815 Brigadekommandeur der Landwehr im Regierungsbezirk Stettin. Am 5. Januar 1816 erhielt Bismarck seinen Abschied mit dem Charakter als Generalleutnant und 1500 Talern Pension. Er starb unverheiratet am 12. April 1830 in Berlin und wurde am 15. April 1830 auf dem Garnisonfriedhof beigesetzt.